# جان يون
جان يون هي كاتِبة وشاعرة وممثلة كندية، ولدت في 1962 في الولايات المتحدة.

## أعمال

### مسلسلات
- اورفان بلاك[4]

## وصلات خارجية
- جان يون على موقع IMDb (الإنجليزية)
- جان يون على موقع ميتاكريتيك (الإنجليزية)
- جان يون على موقع روتن توميتوز (الإنجليزية)
- جان يون على موقع أول موفي (الإنجليزية)
- جان يون على موقع قاعدة بيانات الفيلم (الإنجليزية)